# Kolejarze
Kolejarze – polski program dokumentalny emitowany na antenie Discovery od 28 sierpnia 2019. Pomysłodawcą serialu jest Jakub Sebastian Bałdyga, natomiast producentem wykonawczym firma TV Working Studio.
Pierwsza seria programu miała średnią oglądalność na poziomie 180 tys. widzów.

## Charakterystyka programu
W programie przedstawiane są kulisy pracy personelu m.in. PKP Polskich Linii Kolejowych, PKP Intercity oraz PKP Cargo. Ponadto przedstawiane są tajniki funkcjonowania branży oraz pełni pasji bohaterowie, którzy każdego dnia mierzą się z trudnymi decyzjami, nieprzewidywalnymi problemami i stresującymi sytuacjami.